# Вагнер Піна
Ва́гнер Фабрі́сіу Кардо́зу де Пі́на (порт. Wagner Fabrício Cardoso de Pina; нар. 3 листопада 2002) — кабовердійський футболіст, захисник турецького клубу «Трабзонспор» та збірної Кабо-Верде.

## Клубна кар'єра

### «Белененсеш»
Виступав за юнацькі команди «Повоенсе», «Сакавененсе» і «Тондела». 2021 року розпочав футбольну кар'єру в клубі «Говея» з чемпіонату Португалії (4-й дивізіон). В липні 2022 року підписав контракт з клубом Терсейра-ліги «Белененсеш». 3 вересня 2022 року дебютував за нову команду в матчі Терсейра-ліги проти «Олівейра-ду-Оспітал». 9 квітня 2023 року в поєдинку з «Аморою» забив свій перший гол за клуб.

### «Ештуріл»
14 липня 2023 року на правах вільного агента перейшов в «Ештуріл-Прая», де почав виступати за молодіжну команду. 22 липня дебютував в основному складі «Ештуріла» в матчі Кубка ліги проти клубу «Пасуш-де-Феррейра». 28 жовтня 2023 року в поєдинку з «Портімоненсі» дебютував у Прімейра-лізі, замінивши Тьягу Араужу. 24 листопада 2023 року продовжив контракт з клубом до літа 2027 року.
В сезоні 2023–24 разом з командою дійшов до фіналу Кубка ліги, в якому «Ештуріл» в підсумку поступився «Бразі» в серії післяматчевих пенальті.
21 вересня 2024 року в матчі Прімейра-ліги проти «Ріу Аве» забив свій перший гол за «Ештуріл».

### «Трабзонспор»
20 червня 2025 року перейшов у турецький «Трабзонспор», підписавши чотирирічний контракт. Сума трансферу становила 3 млн євро в якості компенсації за дострокове розірвання контракту гравця. 11 серпня дебютував за нову команду в матчі турецької Суперліги проти «Коджаеліспора», вийшовши в стартовому складі.

## Кар'єра в збірній
У березні 2024 року вперше викликаний до збірної Кабо-Верде головним тренером Бубіштою для участі в товариських матчах проти збірних Гаяни та Екваторіальної Гвінеї. 21 березня 2024 року в поєдинку з Гаяною дебютував за збірну Кабо-Верде, вийшовши в стартовому складі.

## Статистика виступів

### Клубна статистика
Станом на 11 серпня 2025 
| Клуб              | Сезон             | Чемпіонат         | Чемпіонат | Чемпіонат | Кубок | Кубок | Кубок ліги | Кубок ліги | Єврокубки | Єврокубки | Інші  | Інші | Всього | Всього |
| Клуб              | Сезон             | Дивізіон          | Матчі     | Голи      | Матчі | Голи  | Матчі      | Голи       | Матчі     | Голи      | Матчі | Голи | Матчі  | Голи   |
| ----------------- | ----------------- | ----------------- | --------- | --------- | ----- | ----- | ---------- | ---------- | --------- | --------- | ----- | ---- | ------ | ------ |
| Белененсеш        | 2022–23           | Терсейра-ліга     | 18        | 1         | 2     | 0     | —          | —          | —         | —         | —     | —    | 20     | 1      |
| Ештуріл-Прая      | 2023–24           | Прімейра-ліга     | 22        | 0         | 3     | 0     | 4          | 0          | —         | —         | —     | —    | 29     | 0      |
| Ештуріл-Прая      | 2024–25           | Прімейра-ліга     | 30        | 2         | 1     | 0     | 0          | 0          | —         | —         | —     | —    | 31     | 2      |
| Ештуріл-Прая      | Всього            | Всього            | 52        | 2         | 4     | 0     | 4          | 0          | 0         | 0         | 0     | 0    | 60     | 2      |
| Трабзонспор       | 2025–26           | Суперліга         | 1         | 0         | 0     | 0     | —          | —          | —         | —         | —     | —    | 1      | 0      |
| Всього за кар'єру | Всього за кар'єру | Всього за кар'єру | 71        | 3         | 6     | 0     | 4          | 0          | 0         | 0         | 0     | 0    | 81     | 3      |

### Міжнародна статистика
Станом на 8 червня 2025 
| Збірна            | Сезон             | Товариські | Товариські | Офіційні | Офіційні | Всього | Всього |
| Збірна            | Сезон             | Матчі      | Голи       | Матчі    | Голи     | Матчі  | Голи   |
| ----------------- | ----------------- | ---------- | ---------- | -------- | -------- | ------ | ------ |
| Кабо-Верде        |                   |            |            |          |          |        |        |
| 2024              | 1                 | 0          | 4          | 0        | 4        | 0      |        |
| 2025              | 1                 | 0          | 2          | 0        | 3        | 0      |        |
| Всього за кар'єру | Всього за кар'єру | 2          | 0          | 6        | 0        | 8      | 0      |

### Матчі за збірну
Станом на 8 червня 2025 
| Матчі Вагера Піни за збірну Кабо-Верде | Матчі Вагера Піни за збірну Кабо-Верде | Матчі Вагера Піни за збірну Кабо-Верде | Матчі Вагера Піни за збірну Кабо-Верде | Матчі Вагера Піни за збірну Кабо-Верде | Матчі Вагера Піни за збірну Кабо-Верде | Матчі Вагера Піни за збірну Кабо-Верде | Матчі Вагера Піни за збірну Кабо-Верде |
| №                                      | Дата                                   | Суперник                               | Рахунок                                | Голи                                   | Картки                                 | Хвилини                                | Змагання                               |
| -------------------------------------- | -------------------------------------- | -------------------------------------- | -------------------------------------- | -------------------------------------- | -------------------------------------- | -------------------------------------- | -------------------------------------- |
| 1                                      | 21 березня 2024                        | Гаяна                                  | 1–0                                    |                                        |                                        | 90'                                    | Товариський матч                       |
| 2                                      | 10 вересня 2024                        | Мавританія                             | 2–0                                    |                                        |                                        | 1'                                     | Відбіркові матчі КАН-2025              |
| 3                                      | 10 жовтня 2024                         | Ботсвана                               | 0–1                                    |                                        |                                        | 84'                                    | Відбіркові матчі КАН-2025              |
| 4                                      | 15 жовтня 2024                         | Ботсвана                               | 0–1                                    |                                        |                                        | 90'                                    | Відбіркові матчі КАН-2025              |
| 5                                      | 19 листопада 2024                      | Мавританія                             | 0–1                                    |                                        |                                        | 45'                                    | Відбіркові матчі КАН-2025              |
| 6                                      | 20 березня 2024                        | Маврикій                               | 1–0                                    |                                        |                                        | 90'                                    | Відбіркові матчі ЧС-2026               |
| 7                                      | 25 березня 2025                        | Ангола                                 | 2–1                                    |                                        |                                        | 90'                                    | Відбіркові матчі ЧС-2026               |
| 8                                      | 8 червня 2025                          | Грузія                                 | 1–1                                    |                                        |                                        | 87'                                    | Товариський матч                       |

Всього: 8 матчів / 0 голів; 4 перемоги, 1 нічия, 3 поразки.